# Emblemaria biocellata
Emblemaria biocellata är en fiskart som beskrevs av Stephens, 1970. Emblemaria biocellata ingår i släktet Emblemaria och familjen Chaenopsidae. Inga underarter finns listade i Catalogue of Life.